# Scipionenkring
Scipionenkring is een klaarblijkelijk in de 19e eeuw ontstane benaming, waarmee een rond de Romeinse staatsman en veldheer Publius Cornelius Scipio Aemilianus Africanus minor ge(re)construeerde vriendenkring wordt bedoeld. Men verwijst hiervoor naar twee geschriften van Marcus Tullius Cicero (Laelius de amicitia en De re publica), waarin de auteur een groep Romeinse patriciërs rond Scipio beschrijft en in "Platonische dialogen" aan het woord laat komen.
De term gaat waarschijnlijk terug op een passage in het werk, Laelius de amicitia, waarin Cicero de politicus Gaius Laelius beperkend – ut ita dicam ("om me zo uit te drukken") – van een grex Scipionis ("kudde van Scipio") doet spreken. Tot deze kring werden in aanvulling op de bij Cicero vermelde personen, met name Lucius Furius Philus, Publius Rupilius en Spurius Mummius, in het moderne onderzoek ook de stoïcijnse filosoof Panaetius van Rodos, de historicus Polybius, de satiricus Gaius Lucilius en de komedieschrijver Publius Terentius Afer gerekend.
Moderne wetenschappers hebben het vermoeden geuit dat deze groep van hooggeplaatste Romeinen een belangrijke rol heeft gespeeld in de overdracht van het Griekse gedachtegoed in hun stad. De voorliefde voor de Griekse cultuur (filhellenisme) en de voorstelling van een door humanitas bepaalde politiek zouden daarbij een bijzondere rol hebben gespeeld. In deze concrete vorm is de historiciteit van de "Scipionenkring" echter omstreden, want voor zijn (vermeende) grote maatschappelijke invloed zijn er in de antieke bronnen geen concrete aanwijzingen terug te vinden.